# Chloropoea kigezi
Chloropoea kigezi är en fjärilsart som beskrevs av Jackson 1956. Chloropoea kigezi ingår i släktet Chloropoea och familjen praktfjärilar. Inga underarter finns listade i Catalogue of Life.